# 아이카츠 스타즈!
아이카츠 스타즈!(일본어: アイカツスターズ!)는 반다이 남코 게임즈에서 판매하는 여아용 데이터 카드다스 아케이드 게임과 이를 원작으로 하는 애니메이션이다. 전작인 아이카츠!(일본어: アイカツ!)의 두 번째 게임 작품이다.

## 등장인물
니지노 유메
성우: 토미타 미유/가수: 호리코시 세나
사쿠라바 로라
성우: 아사이 아야카/가수: 후지시로 리에
나나쿠라 코하루
성우: 야마구치 메구미/가수: 마츠오카 나나세
사오토메 아코
성우: 무라카미 나츠미/가수: 미라이 미키
카스미 마히루
성우: 미야모토 유메/가수: 호시자키 카나
시로가네 리리
성우: 우에다 레이나/가수: 마츠오카 나나세
시라토리 히메
성우: 츠다 미나미/가수: 엔도 루카
키사라기 츠바사
성우: 모로호시 스미레/가수: 마츠오카 나나세
니카이도 유즈
성우: 타도코로 아즈사/가수: 호시자키 카나
카스미 요조라
성우: 오오하시 아야카/가수: 아마네 미호
엘자 포르테
성우: 히카사 요코/가수: 아이자와 리사
하나조노 키라라
성우: 에구치 나코/가수: 아마네 미호
키자키 레이
성우: 후지와라 나츠미/가수: 후지시로 리에
후타바 아리아
성우: 마에다 카오리/가수: 엔도 루카
유우키 스바루
성우: 야시로 타쿠
이가라시 노조무
성우: 우에무라 유우토
키라 카나타
성우: 란즈베리 아서
카스미 아사히
성우: 호리에 슌
모로보시 히카루
성우: 히라카와 다이스케

## 주제가 및 삽입곡
오프닝
〈スタートライン!〉(1화~25화)
〈1, 2, Sing for You!〉(26화~33화)
〈スタージェット!〉 (34화~50화)
〈STARDOM!〉 (51화~75화)
〈Music of DREAM!!〉 (76화~100화)
엔딩
〈episode Solo〉 (1화~25화)
〈So Beautiful Story〉 (26화~50화)
〈Bon Bon Voyage!〉 (51화~75화)
〈森のひかりのピルエット〉 (76화~100화)
삽입곡
〈スタートライン!〉/〈Start line〉
〈1, 2, Sing for You!〉
〈スタージェット〉/〈Star Jet!〉
〈STARDOM!〉
〈Music of DREAM!〉
〈Episode Solo〉
〈So Beautiful Story〉
〈Bon Bon Voyage!〉
〈The Only Sunlight〉
〈森のひかりのピルエット〉
〈Aikatsu Step〉
〈Miracle Force Magic〉
〈Message of Rainbow〉
〈We wish you a Merry Christmas Aikatsu Stars.ver〉
〈Summer Tears Diary〉
〈Dreaming Bird〉
〈One Step〉
〈Please Merry〉
〈Forever Dream〉